# Utz Maas
Pour les articles homonymes, voir Maas.
Utz Maas (né le 24 novembre 1942 à Bonn) est un linguiste allemand.

## Biographie
Maas étudie les langues romanes, la linguistique générale et comparée et la philosophie et a obtenu son doctorat en 1968 à l'Université de Fribourg-en-Brisgau. Maas travaille ensuite comme assistant de recherche à la TU Berlin, où il obtient son habilitation en 1971 (linguistique générale et linguistique romane). En 1975, il devient professeur d'études textuelles à l'Université de Roskilde au Danemark. Depuis 1976, il est professeur de linguistique générale et romane à l' Université d'Osnabrück (depuis 1979 de linguistique générale et germanique). Maas est professeur invité en France, au Maroc et en Égypte à plusieurs reprises. Depuis 2007, il est professeur honoraire à l'Institut de linguistique de l'Université Karl-Franzens de Graz. Maas est membre de l'Institut de recherche sur les migrations et d'études interculturelles d'Osnabrück. Il prend sa retraite en 2009. Depuis, il mène des recherches et enseigne à Graz.
Utz Maas publie de nombreux livres et essais sur de nombreux sujets liés à l'enseignement et à la pédagogie des langues, à l'orthographe, à la phonologie et à l'histoire des langues. Dans le cadre de la tâche de dénazification, toujours d'actualité en 1968, il s'occupe également de l'histoire de la linguistique et de la politique linguistique à l'époque nationale-socialiste, ce qui le conduit à des travaux historiques spécialisés (biographies de linguistes persécutés sous le Troisième Reich) et à des recherches plus générales sur le langage en exil. Un autre axe de ses recherches est la typologie des langues, où il a présenté des études approfondies sur l'arabe. Son « œuvre de vie » est la documentation Verfolgung und Auswanderung deutschsprachiger Sprachforscher 1933–1945, présentée en 2010, qui se poursuit sous forme d'ouvrage en ligne depuis 2018,,.

## Publications (sélection)
- „Als der Geist der Gemeinschaft eine Sprache fand“. Sprache im Nationalsozialismus. Versuch einer historischen Argumentationsanalyse. Westdeutscher Verlag, Opladen, 1984,  (ISBN 3-531-11661-4).
- Sprachpolitik und politische Sprachwissenschaft. 7 Studien (= Suhrkamp-Taschenbuch Wissenschaft. 799). Suhrkamp, Francfort-sur-le-Main, 1989,  (ISBN 3-518-28399-5).
- Grundzüge der deutschen Orthographie (= Reihe Germanistische Linguistik. 120). Niemeyer, Tübingen, 1992,  (ISBN 3-484-31120-7).
- Phonologie. Einführung in die funktionale Phonetik des Deutschen (= Studienbücher zur Linguistik. 2). Westdeutscher Verlag, Opladen, 1999,  (ISBN 3-531-12874-4).
- avec El-Sayed Selmy und Mostafa Ahmed: Perspektiven eines typologisch orientierten Sprachvergleichs Deutsch–Arabisch/Arabisch–Deutsch. Echnaton, Le Caire, 2000,  (ISBN 977-5939-02-X).
- Verfolgung und Auswanderung deutschsprachiger Sprachforscher 1933–1945. 2 Bände (Vol. 1: Dokumentation. Biobibliographische Daten A–Z. Vol. 2: Auswertungen. Verfolgung – Auswanderung – Fachgeschichte – Konsequenzen.). Stauffenburg, Tübingen, 2010  (ISBN 978-3-86057-016-6) (Auch als CD-Rom) (Rezension in H-Soz-Kult)[7]. Ab 2018 vom ZFL als Datenbank, die weiter verbessert wird, Online gestellt:

Leibniz-Zentrum für Literatur und Kulturforschung, Onlinedatenbank: Verfolgung und Auswanderung deutschsprachiger Sprachforscher 1933–1945. Begründet von Utz Maas.
- comme éditeur: Orat und Literat (= Grazer linguistische Studien. Heft 73,  (ISSN 1015-0498)). Institut für Sprachwissenschaft der Universität Graz, Graz, 2010.
- Marokkanisches Arabisch. Die Grundstrukturen (= LINCOM-Sprachlehrbücher. 04). LINCOM Europa, Munich, 2011,  (ISBN 978-3-89586-427-8).
- Was ist Deutsch? Die Entwicklung der sprachlichen Verhältnisse in Deutschland. Unter Mitarbeit von Solvejg Schulz. Fink, Munich, 2012,  (ISBN 978-3-7705-5272-6) (2., überarbeitete und erweiterte Auflage (= UTB. 8560). Ebenda 2014,  (ISBN 978-3-8252-8560-9)).
- als Herausgeber mit Stephan Procházka: Moroccan Arabic in typological perspective (= STUF. Language Typology and Universals. Vol. 65, Nr. 4,  (ISSN 1867-8319)). Akademie-Verlag, Berlin 2012.
- comme éditeur avec Abderrahmane Assini: Marokkanisch arabische Texte (= Languages of the World. Text Collections. 33). Unter Mitarbeit von Sandra Ziagos. LINCOM Europa, Munich, 2013,  (ISBN 978-3-86288-515-2).